# Duikopleiding
Een duikopleiding is een cursus  waar men kan leren duiken en waar men bij voldoende kennis en vaardigheid tijdens een soort examen een duikbrevet kan behalen.
In Nederland worden duikopleidingen onder andere aangeboden volgens het systeem van PADI, NOB of andere duikorganisaties, zoals IDD, WOSD of SSI.
Een cursus kan bestaan uit theorie(examen), duiken in een zwembad en één of meerdere buitenwaterduiken. Er bestaan Europese normen voor duikopleidingen, waar duikorganisaties minimaal aan moeten voldoen.
Deze normen zijn:

EN 14153-1 "Supervised Diver"

EN 14153-2 "Autonomous Diver"
 
EN 14153-3 "Dive Leader"
 
EN 14413-1 "Scuba Instructor Level 1"

EN 14413-2 "Scuba Instructor Level 2" 